# Cerchysiella umbilicata
Cerchysiella umbilicata är en stekelart som beskrevs av Girault 1915. Cerchysiella umbilicata ingår i släktet Cerchysiella och familjen sköldlussteklar. Inga underarter finns listade i Catalogue of Life.